# The Animal
The Animal är en amerikansk komedi från 2001.

## Handling
Marvin Mange har i hela sitt liv försökt att bli en fullvärdig polis. Dessvärre klarar han inte de fysiska proven som hindrar honom från att förverkliga sin dröm. Hans egna fysiska förutsättningar förändras radikalt efter att han kör ut över ett stup i en bilolycka. Den galna vetenskapsmannen som hittar honom efter incidenten ger honom nytt liv med hjälp av organ från olika djur. Marvins nya kropp ger honom oanade förmågor, men samtidigt börjar människor runt omkring honom bli attackerade av ett okänt odjur under nätterna. Marvin börjar misstänka att han själv ligger bakom dåden.

## Om filmen
Filmen regisserades av Luke Greenfield, och producerades av bland andra Adam Sandler som är god vän med huvudrollsinnehavaren Rob Schneider.

## Rollista (i urval)
- Rob Schneider - Marvin Mange
- Colleen Haskell - Rianna
- John C. McGinley - Sgt. Sisk
- Michael Caton - Dr. Wilder
- Eddie Asner - Chief Wilson